# Шербур-Октевил
Шербур-Октевил (на френски: Cherbourg-Octeville) е град и бивша община в северния край на полуостров Котантен, Франция. Принадлежи на департамент Манш. Има статут на подпрефектура в департамента си и е официално образуван чрез сливането на община Шербур с Октевил на 28 февруари 2000 г. На 1 януари 2016 г. е слят с новата община Шербур ан Котантен. След обединението, градът става най-многолюдният в департамента си, бидейки населяван от 35 493 души към 2017 г., изпреварвайки Сен Ло.
Шербур-Октевил се намира в едноименния залив между Ла Аг и Вал дьо Сер, което придава на града важно стратегическо значение през вековете. Дълго време е обект на спорове между французите и англичаните. Определян от Себастиан дьо Вобан за един от „ключовете към кралството“, чрез колосално развиване той е превърнат в първокласно военноморско пристанище под ръководството на Наполеон, като до днес в него се намират голяма част от френските военноморски сили. Той е и спирка за престижните трансатлантически лайнери през първата половина на 20 век. По време на съюзническия десант в Нормандия през 1944 г. в хода на Втората световна война, той е основна цел на американските войски.
Освен като военно, риболовно и яхтено пристанище, градът има функцията и на фериботен терминал, свързвайки Франция с английските пристанища Пул и Портсмут, Дъблин в Ирландия и Сейнт Хелиър на остров Джърси. Географската му изолация, обаче, го ограничава да се превърна в комерсиално значимо пристанище. Независимо от това, градът е важен център на корабостроенето и е дом на много работници.